# Краснянська волость (Новохоперський повіт)
Краснянська волость — історична адміністративно-територіальна одиниця Новохоперського повіту Воронізької губернії з центром у слободі Красна.
Станом на 1880 рік складалася 8 поселень, 6 сільських громад. Населення — 12 453 особи (6003 чоловічої статі та 6450 — жіночої), 1926 дворових господарств.
|                     | Площа, десятин | У тому числі орної, дес. |
| ------------------- | -------------- | ------------------------ |
| Сільських громад    | 18956          | 14400                    |
| Приватної власності | 47638          | 9707                     |
| Іншої власності     | 161            | 156                      |
| Загалом             | 66918          | 24263                    |

Поселення волості на 1880 рік:
- Красна — колишня власницька слобода при річці Савала за 14 верст від повітового міста, 6362 особи, 1060 дворів, православна церква, 5 лавок, постоялий двір, винокурний завод і паровий млин, базари, 3 ярмарки на рік.
- Кочерга (Складна, Самодурівка) — колишня державна слобода при річці Савала, 1131 особа, 167 дворів, православна церква.
- Некриловський — колишнє державне селище при річці Савала, 907 осіб, 167 дворів, православна церква.
- Підосинівка — колишня власницька слобода при річці Єлань, 1946 осіб, 296 дворів, православна церква, молитовний будинок, школа, лавка.
- Русанове — колишня державна слобода при річці Савала, 1331 особа, 242 двори, православна церква, школа.

За даними 1900 року у волості налічувалось 73 поселення із переважно російським населенням.